# マツダ・737C
マツダ・737Cは、1985年世界耐久選手権（WEC）シーズンの一部、1985年ル・マン24時間レースのグループC2クラス参戦用にマツダスピードが開発したプロトタイプレーシングカーである。後継車はマツダ・757。

## 開発の経緯
前年モデル727Cの発展型。再び2ローター13Bロータリーエンジンを使用した。マツダ・717CにさかのぼるムーンクラフトによってデザインされたC2クラスでの最終型となった。その後、ムーンクラフトはフォーミュラーカー製作に集中したため、マツダスピードとのル・マンカー製作はこれが最後となった。

## マシン概要

### シャシ
1985年のル・マン24時間レースに向けて準備された737Cには、前作727Cからの改良が加えられた。ホイールベースを80mm延長して直進安定性を高め、モノコックボディの剛性も高めたが昨年より軽量で、730-750kgで精査されている。サスペンションは作り直され、オイルクーラーは前部に移動された。

### エンジン
2ローター13Bロータリーエンジンは、燃料供給系をウェーバー・キャブレターに戻した。
耐久レースでは回転数を最大8500rpmに抑えて使用していた。この回転数では、燃料噴射とキャブレターでの出力差はなかった。また燃料噴射ではアクセルを開いていったときの追従性が悪いので、一時的にキャブレターに戻した。
当時、耐久用はマツダ本社で燃費重視、GC用はマツダスポーツコーナーで出力向上の開発と担当が分かれていたため、機械式燃料噴射の基本流量を決定するカム形状が定まらなかった。電子式燃料噴射では制御プログラムの変更で対応できるが、社内ではそこまで電子式燃料噴射の開発が進んでいなかった。

## 戦績
2台の737Cが1985年のスポーツカー世界選手権（WEC）の一部（ル・マン24時間を含む）に参戦して、C2チームチャンピオンシップでマツダスピードに8位のリザルトをもたらした。
フル参戦した全日本スポーツプロトタイプカー耐久選手権（JSPC）では、コンストラクターズ選手権でマツダは5位になった。
737Cはその後、1988年までプライベーターにより全日本スポーツプロトタイプカー耐久選手権に参戦した。

### 1985年
メインスポンサーは青いバイザーの85号車がラッキーストライクとNikon（小ロゴ）、赤いバイザーの86号車がNikonとラッキーストライク（小ロゴ）。(シルバーストーンはNikonのみ)
ラッキーストライクに取って代わられた1981年(RX-7 253)～1984年（727C）までスポンサーをしたアパレル企業のJUN（DOMON）は84年にWEC-JAPANの17号車（片山義美/従野孝司ドライブのMarch 84G Mazda Turbo）のスポンサーもしていた。

#### 5/12WEC Rd.3シルバーストーン1000km
2.3リッター相当（85年当時のロータリー係数は1.7倍）のロータリーエンジンは315bhpしか発揮しないが、5時間のレースで本当の課題を提示するには十分ではなかった。寺田陽次郎の車には、オリエンタルのタッチが見られ、ミニチュアの金色の侍の刀がバルクヘッドにテープで留められていた。
| Pos    | Class Pos               | Class | No | Team                | Drivers                         | Chassis    | Tyre | Laps |
| Pos    | Class Pos               | Class | No | Team                | Drivers                         | Engine     | Tyre | Laps |
| ------ | ----------------------- | ----- | -- | ------------------- | ------------------------------- | ---------- | ---- | ---- |
| 16     |                         | C2    | 86 | Mazdaspeed Co. Ltd. | Yojiro Terada David Kennedy     | Mazda 737C | D    | 173  |
| 16     | Mazda 13B 1.3 L 2-Rotor | C2    | 86 | Mazdaspeed Co. Ltd. | Yojiro Terada David Kennedy     |            | D    | 173  |
| 19 DNF |                         | C2    | 85 | Mazdaspeed Co. Ltd. | Yoshimi Katayama Takashi Yorino | Mazda 737C | D    | 174  |
| 19 DNF | Mazda 13B 1.3 L 2-Rotor | C2    | 85 | Mazdaspeed Co. Ltd. | Yoshimi Katayama Takashi Yorino |            | D    | 174  |

#### 6/15～6/16 WEC Rd.4 ル・マン24時間レース
737Cは予選に於いて「通ればいい」との考えでタイムアタックをしなかった結果、85号車が40位、86号車が44位のグリッドであったが、本選ではエンジンのトラブル、ダイナモの誤配線による電池切れ、ギアボックスのベアリングの損傷等の問題が発生した。2台のマシンはレースを完走したが、C2クラス3位（総合19位）と6位（総合24位）のリザルトしか残せなかった。

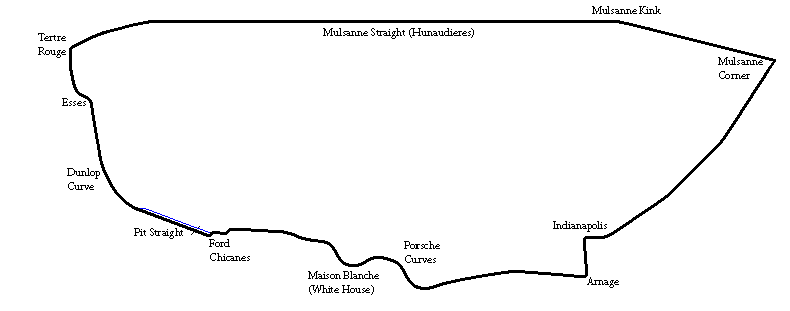
Le Mans in 1985

| Pos | Class Pos | Class | No | Team                | Drivers                                          | Chassis                 | Tyre | Laps |
| Pos | Class Pos | Class | No | Team                | Drivers                                          | Engine                  | Tyre | Laps |
| --- | --------- | ----- | -- | ------------------- | ------------------------------------------------ | ----------------------- | ---- | ---- |
| 19  | 3         | C2    | 86 | Mazdaspeed Co. Ltd. | David Kennedy Philippe Martin Jean-Michel Martin | Mazda 737C              | D    | 283  |
| 19  | 3         | C2    | 86 | Mazdaspeed Co. Ltd. | David Kennedy Philippe Martin Jean-Michel Martin | Mazda 13B 1.3 L 2-Rotor | D    | 283  |
| 24  | 6         | C2    | 85 | Mazdaspeed Co. Ltd. | Yoshimi Katayama Yojiro Terada Takashi Yorino    | Mazda 737C              | D    | 264  |
| 24  | 6         | C2    | 85 | Mazdaspeed Co. Ltd. | Yoshimi Katayama Yojiro Terada Takashi Yorino    | Mazda 13B 1.3 L 2-Rotor | D    | 264  |

#### 10/6WEC Rd.9JSPC Rd.5 富士1000km
荒天（集中豪雨）により途中棄権リタイア。
| Pos   | Class Pos               | Class | No | Team                | Drivers                               | Chassis    | Tyre | Laps |
| Pos   | Class Pos               | Class | No | Team                | Drivers                               | Engine     | Tyre | Laps |
| ----- | ----------------------- | ----- | -- | ------------------- | ------------------------------------- | ---------- | ---- | ---- |
| 25 WD |                         | C2    | 85 | Mazdaspeed Co. Ltd. | Yoshimi Katayama Takashi Yorino - DND | Mazda 737C | D    | 8    |
| 25 WD | Mazda 13B 1.3 L 2-Rotor | C2    | 85 | Mazdaspeed Co. Ltd. | Yoshimi Katayama Takashi Yorino - DND |            | D    | 8    |
| 25 WD |                         | C2    | 86 | Mazdaspeed Co. Ltd. | Yojiro Terada David Kennedy - DND     | Mazda 737C | D    | 8    |
| 25 WD | Mazda 13B 1.3 L 2-Rotor | C2    | 86 | Mazdaspeed Co. Ltd. | Yojiro Terada David Kennedy - DND     |            | D    | 8    |